# Bordes (Alti Pirenei)
Bordes è un comune francese di 720 abitanti situato nel dipartimento degli Alti Pirenei nella regione dell'Occitania.

## Società

### Evoluzione demografica
Abitanti censiti